# Осадчий, Владимир Павлович
Владимир Павлович Осадчий (укр. Володи́мир Па́влович Оса́дчий, род. 16 апреля 1925, Христиновка, Киевская губерния) — советский украинский и российский композитор и педагог. Участник Великой Отечественной войны.

## Биография
Владимир Павлович Осадчий родился 16 апреля 1925 года. Окончил Пензенское железнодорожное училище, Киевскую консерваторию (класс композиции Б. Н. Лятошинского, 1959).
Работал в Винницкой и Черкасской филармониях, возглавлял Черкасский государственный украинский хор и эстрадный ансамбль «Мелодии молодости».
В 1967—1985 преподавал в Тамбовском музыкальном училище, дирижёр симфонического и духового оркестров, основатель и руководитель вокального ансамбля «Надежда».